# Blazing the Trail
Blazing the Trail est un film muet américain réalisé par Thomas H. Ince et sorti en 1912.

## Fiche technique
- Réalisation : Thomas H. Ince
- Durée: 20 minutes
- Date de sortie : États-Unis : 15 avril 1912

## Distribution
- Francis Ford : Blake
- Ethel Grandin : Helen Cooper
- J. Barney Sherry : Jack Cooper
- Ann Little